# The Onion Router
Tor er en fri og gratis softwareimplementering af onion routing, en teknik til anonym kommunikation over et datanetværk.
Oprindelig fik Tor-projektet finansiel støtte fra US Naval Research Laboratory, og det fik økonomisk støtte mellem 2004 og november 2005 fra Electronic Frontier Foundation (EFF). Navnet kommer af at Tor var det første netværk af anonymiseringsservere og derfor The Onion routing.
Netværket består af to slags servere. Der er "mellemmænd" (middleman), som krypterer trafikken og sender den videre til andre servere i netværket og "udgangssteder" (exit nodes), der sender trafikken videre til den endelige destination. Al kommunikation går gennem tre tilfældige servere i netværket. Af disse skal en være et udgangssted. Med tre adskilte maskiner sikres det, at ingen kender både afsender og modtager. For hver ny TCP-forbindelse gennem netværket findes nye servere.
Enhver ejer af en exit node kan se med på den trafik der flyder gennem hans node. Så medmindre klienten i forvejen bruger en krypteret protokol som HTTPS, POP3S eller IMAPS, så risikerer man at få sine brugernavne og passwords eksponeret. Så Tor erstatter ikke sund fornuft.
Klientprogrammet til Tor er det samme som serverprogrammet. Det er blot indstillet til kun at fungere som klient. Programmet vil typisk blive brugt sammen med et lokalt proxyserverprogram, som fjerner eventuelle afslørende oplysninger om afsenderen.